# Nitroamin

Struktura nitroamínové skupiny

Nitroaminy jsou organické sloučeniny, které obsahují nitroaminovou funkční skupinu R2N-NO2. Příklady nitroaminů jsou výbušniny jako oktogen, cyklotrimethylentrinitramin a tetryl. Pozor na podobnost názvu s nitrosaminy (R2N-N=O). Navzdory jejich aminové skupině dusíková funkční skupina těžko předává elektrony. Sekundární nitroaminy se strukturou R-NH-NO2 jsou slabé organické kyseliny s pKA kolem 5,6.